# Gerhard Kehrberg
Gerhard Kehrberg (* 1949 in Berlin) ist ein deutscher Physiker und Professor an der Technischen Hochschule Brandenburg.

## Leben
Nach dem Abitur und einer Berufsausbildung zum Elektromechaniker studierte Gerhard Kehrberg Physik an der Humboldt-Universität zu Berlin. Nach Abschluss des Studiums war er als wissenschaftlicher Mitarbeiter im Zentralinstitut für Krebsforschung der Akademie der Wissenschaften tätig. Ab 1977 arbeitet er als wissenschaftlicher Mitarbeiter im Bereich Messwesen des Amtes für Standardisierung, Messwesen und Warenprüfung und ab 1978 als Leiter des Fachgebietes Druck. Ab 1983 war er wissenschaftlicher Mitarbeiter in der Sektion Physik der Humboldt-Universität mit dem Arbeitsschwerpunkt lineare und nichtlineare Laserspektroskopie an Pigment-Protein-Komplexen der Photosyntheseeinheiten höherer Pflanzen. 1987 wurde Kehrberg mit einer Arbeit im Bereich der Optik promoviert und nahm ein Jahr später, 1988, ein Zusatzstudium der Hochschulpädagogik auf. Seit 1983 ist er im Bereich der Lehre der Experimentalphysik tätig.
Seit 1993 ist er Professor für Experimentalphysik, insbesondere Laserphysik an der FH Brandenburg.
Schwerpunkte von Kehrbergs Tätigkeit sind Experimentalphysik, Laser- und Lasermesstechnik, Laserspektroskopie sowie angewandte Optik.

## Veröffentlichungen
- Nichtlineare optische Untersuchungen der intermolekularen Wechselwirkungen in Chlorophyll a in vivo unter besonderer Berücksichtigung von Struktur-Funktions-Beziehungen im lichtsammelnden Komplex, Berlin 1987